# ČEZ stadion Kladno
Das ČEZ stadion ist eine Eissporthalle in der tschechischen Stadt Kladno. Sie ist die Heimspielstätte der seit 2021 wieder in der Extraliga spielenden Eishockeymannschaft Rytíři Kladno. Die Arena bietet bis zu 5.200 Zuschauern Platz.

## Geschichte
Vor dem Bau des Kunsteisstadions wurde zunächst auf zugefrorenen Teichen Eishockey gespielt. 1949 wurde das Kunsteisstadion eröffnet, das 1958 überdacht wurde. Vier Spiele der Platzierungsrunde der Eishockey-Weltmeisterschaft 1959 wurden im Stadion ausgetragen, das den Namen Městský zimní stadion trug.
2001 und 2002 wurde das Stadion saniert, wobei die Tribünen, das Kühlsystem und die Sanitäranlagen erneuert wurden.
Den höchsten Zuschauerschnitt hatte der HC Kladno in der Saison 1995/96, als durchschnittlich 4.608 Zuschauer die Heimspiele des Vereins verfolgten. Zum Gebäudekomplex gehört eine weitere Eishalle, die für Trainingszwecke genutzt wird.
2012 wurde die Halle nach dem Energieversorgungsunternehmen ČEZ in ČEZ stadion umbenannt. Bis zu einem weiteren Umbau 2014 bot die Eishalle 8600 Zuschauern Platz (1600 davon auf Sitzplätzen). Seither liegt die maximale Kapazität durch die Umwandlung von Steh- in Sitzplätze bei 5200 Besuchern, davon 3700 auf Sitzplätzen.